# رنگ‌های اصلی (فیلم)
رنگ‌های اصلی (به انگلیسی: Primary Colors) فیلمی است محصول سال ۱۹۹۸ و به کارگردانی مایک نیکولز است.
در این فیلم بازیگرانی همچون جان تراولتا، اما تامسون، بیلی باب تورنتون، ادرین لستر، کتی بیتس، مورا تیرنی، لری هگمن، استیسی ادواردز، داین لد، پل گویلفویل، استیسی ادواردز، ربکا واکر، کارولین آرون، راب رینر، آلیسون جانی، رابرت کلاین، میکلتی ویلیامسون، رابرت استون، هرالدو ریورا و تونی شالهوب ایفای نقش کرده‌اند.

## داستان
«جک استنتن» (تراولتا) درگیر مبارزات انتخاباتی برای تعیین نامزد ریاست جمهوری حزب دموکرات است؛ درحالی که در زندگی سیاسی و خصوصی خود دچار مشکلات بسیاری شده است …